# Krypno (village)
Pour les articles homonymes, voir Krypno.
Krypno est un village polonais de la voïvodie de Podlachie et du powiat de Mońki. Il est le siège de la gmina de Krypno et comptait 360 habitants en 2006.